# بوليط لاذع
بوليط لاذع (الاسم العلمي:Boletus acris) هو نوع الفطريات يتبع جنس البوليط من الفصيلة البوليطية.